# متصورات
المتصورات أو فصيلة بلازمودييدي (الاسم العلمي: Plasmodiidae)، هي فصيلة من الأسناخ الصبغية تتبع رتبة البوغيات الدموية من طائفة أكريات الشكل.

## التصنيف
- المتصورة